# Irène Joliot-Curie
Irène Joliot-Curie (n. 12 septembrie 1897, Paris, Île-de-France, Franța – d. 17 martie 1956, Paris, Franța) a fost o chimistă franceză, laureată a Premiului Nobel pentru chimie (1935) pentru descoperirea radioactivității artificiale.
A fost fiica savanților Pierre Curie și Marie Curie, și ei laureați ai Premiului Nobel.

## Legături externe
- Página web del Instituto Nobel, Premio Nobel de Química 1935
- María Sklodowska-Curie Arhivat în 12 decembrie 2009, la Wayback Machine.
- en Autobiografía de premios Nobel: Joliot-Curie